# Ceroys baculus
Ceroys baculus är en insektsart som först beskrevs av Henri Saussure 1859.  Ceroys baculus ingår i släktet Ceroys och familjen Heteronemiidae. Inga underarter finns listade i Catalogue of Life.